# Stari trg, Slovenj Gradec
Stari trg je naselje s 640 prebivalci v Mestni občini Slovenj Gradec; del nekdanjega trga danes spada pod samo mesto-naselje Slovenj Gradec.